# GREETING (EP)
《GREETING》은 1996년 12월 2일 발매한 V6의 첫 번째 미니 앨범이다.

## 앨범
- V6의 첫 미니 앨범.
- 초회한정반에는 V6 카드가 들어 있다. 스폐셜 패키지로 V6 트럼프 카드를 수록하였다. 북클렛에 보면, V6 멤버도 이 트럼프 카드로 게임을 하고 있는 사진이 있다. J, Q, K로 조커 2장으로 멤버 사진이 되어 있다.
- 스페이드와 클로버가 20th Century(J=사카모토, Q=이노하라, K=나가노), 하트와 다이아몬드가 Coming CEntury(J=미야케, Q=모리타, K=오카다).
- 조커는 6명 전원이 프린팅, 뒷면도 6명 전원 사진.

## 수록곡
1. MIRACLE STARTER〜未来でスノウ・フレークス〜
2. 寒がりなHeartbeat/20th Century
3. 僕の告白/Coming Century
4. コバルトブルー/Masayuki Sakamoto
5. Happy New Year's Train/Coming Century
6. Lonely Holy Night/20th Century